# Lesko (gmina)
Lesko [ˈlɛskɔ] (ou Lisko jusqu'en 1926 ; en ukrainien : Лісько, Lis’ko ; en latin : Lescow, alias Olesco Lescovium) ; (en yiddish : לינסק-Linsk) est une commune urbaine de la voïvodie des Basses-Carpates et du district dont elle est le chef-lieu.
Elle s'étend sur 111,6 km² et comptait 11 530 habitants en 2010.